# El juego de la oca
El juego de la oca és una pel·lícula dramàtica espanyola de 1966 dirigida per Manuel Summers, amb un guió coescrit amb Pilar Miró. Tracta el tema de l'adulteri des d'una perspectiva allunyada de la moral imposada aleshores.

## Sinopsi
El jove dibuixant Pablo s'enamora d'una companya de treball, Àngela, mentre la seva esposa Blanca i els seus fills són fora de Madrid. Tot i saber que està casat, Ángela no pot evitar sentir-se atreta per ell. Tanmateix, el retorn de Blanca fa que hagin de separar-se i no puguin suportar-ho.

## Repartiment
- Sonia Bruno - Ángela
- María Massip - Blanca
- José Antonio Amor - Pablo

## Premis
Medalles del Cercle d'Escriptors Cinematogràfics
| Any  | Categoria     | Pel·lícula         | Resultat   |
| ---- | ------------- | ------------------ | ---------- |
| 1965 | Millor actriu | Sonia Bruno        | Guanyadora |
| 1965 | Millor música | Antonio Pérez Olea | Guanyadora |